# Röplabda a 2009. évi nyári európai ifjúsági olimpiai fesztiválon
A 2009. évi nyári európai ifjúsági olimpiai fesztiválon a röplabda mérkőzéseket július 20. és 24. között rendezték Tamperében. A fesztivál programjában férfi és női viadal is szerepelt, először az Európai ifjúsági olimpiai fesztiválok történetében. Magyarország nem vett részt a röplabda versenyeken.

## Összesített éremtáblázat
| A 2009. évi nyári európai ifjúsági olimpiai fesztivál összesített éremtáblázata röplabdában | A 2009. évi nyári európai ifjúsági olimpiai fesztivál összesített éremtáblázata röplabdában | A 2009. évi nyári európai ifjúsági olimpiai fesztivál összesített éremtáblázata röplabdában | A 2009. évi nyári európai ifjúsági olimpiai fesztivál összesített éremtáblázata röplabdában | A 2009. évi nyári európai ifjúsági olimpiai fesztivál összesített éremtáblázata röplabdában | Olimpia  |
| ------------------------------------------------------------------------------------------- | ------------------------------------------------------------------------------------------- | ------------------------------------------------------------------------------------------- | ------------------------------------------------------------------------------------------- | ------------------------------------------------------------------------------------------- | -------- |
|                                                                                             | Ország                                                                                      | Arany                                                                                       | Ezüst                                                                                       | Bronz                                                                                       | Összesen |
| 1.                                                                                          | Lengyelország                                                                               | 1                                                                                           | 0                                                                                           | 0                                                                                           | 1        |
|                                                                                             | Törökország                                                                                 | 1                                                                                           | 0                                                                                           | 0                                                                                           | 1        |
| 3.                                                                                          | Oroszország                                                                                 | 0                                                                                           | 1                                                                                           | 0                                                                                           | 1        |
|                                                                                             | Szerbia                                                                                     | 0                                                                                           | 1                                                                                           | 0                                                                                           | 1        |
| 5.                                                                                          | Belgium                                                                                     | 0                                                                                           | 0                                                                                           | 1                                                                                           | 1        |
|                                                                                             | Németország                                                                                 | 0                                                                                           | 0                                                                                           | 1                                                                                           | 1        |
|                                                                                             |                                                                                             |                                                                                             |                                                                                             |                                                                                             |          |
| Összesen                                                                                    | Összesen                                                                                    | 2                                                                                           | 2                                                                                           | 2                                                                                           | 6        |

## Érmesek

### Férfi torna
| A 2009. évi nyári európai ifjúsági olimpiai fesztivál érmesei férfi röplabdában | A 2009. évi nyári európai ifjúsági olimpiai fesztivál érmesei férfi röplabdában | A 2009. évi nyári európai ifjúsági olimpiai fesztivál érmesei férfi röplabdában | A 2009. évi nyári európai ifjúsági olimpiai fesztivál érmesei férfi röplabdában |
| ------------------------------------------------------------------------------- | ------------------------------------------------------------------------------- | ------------------------------------------------------------------------------- | ------------------------------------------------------------------------------- |
| Arany                                                                           | Ezüst                                                                           | Bronz                                                                           |                                                                                 |
| Lengyelország                                                                   | Szerbia                                                                         | Németország                                                                     |                                                                                 |

### Női torna
| A 2009. évi nyári európai ifjúsági olimpiai fesztivál érmesei női röplabdában | A 2009. évi nyári európai ifjúsági olimpiai fesztivál érmesei női röplabdában | A 2009. évi nyári európai ifjúsági olimpiai fesztivál érmesei női röplabdában | A 2009. évi nyári európai ifjúsági olimpiai fesztivál érmesei női röplabdában |
| ----------------------------------------------------------------------------- | ----------------------------------------------------------------------------- | ----------------------------------------------------------------------------- | ----------------------------------------------------------------------------- |
| Arany                                                                         | Ezüst                                                                         | Bronz                                                                         |                                                                               |
| Törökország                                                                   | Oroszország                                                                   | Belgium                                                                       |                                                                               |